# Stylosanthes capitata
Stylosanthes capitata är en ärtväxtart som beskrevs av Julius Rudolph Theodor Vogel. Stylosanthes capitata ingår i släktet Stylosanthes och familjen ärtväxter. Inga underarter finns listade i Catalogue of Life.